# Проглас хрватско-румунско-словачког пријатељства
Проглас о пријатељству између Краљевине Румуније, Независне Државе Хрватске и Словачке Републике издат је у мају 1942. године с циљем да се заустави било какво даље ширење Мађарске током Другог светског рата. Јон Антонеску, вођа Румуније, био је главни заговорник стварање овог савеза. Унија је била слична Малој Антанти, која је постојала у међуратном периоду, између два светска рата.
Словачке трупе и хрватске поморске и ваздушне снаге заједнички су деловале с румунске територије. У јуну, Мађарска је одговорила с прекограничним нападом на Турду, која се налази недалеко од Клужа. Ствари су отишле предалеко за Хитлера, који је потом притискао Антонескуа и Миклоша Хортија, мађарског регента, да јавно признају и поштују коначне одлуке Друге бечке арбитраже. Антонеску је 1. августа 1942. године саопштио да Румунија неће више имати територијалне претензије према Мађарској до краја рата, али у тајности није престао наговарати Хитлера да се Северна Трансилванија врати Румунији.

## Предводници држава потписница
- Анте Павелић, поглавник НДХ
- Јон Антонеску, вођа Румуније
- Јозеф Тисо, председник Словачке